# Ravna Gora (Vlasotince)
Ravna Gora es un pueblo ubicado en el municipio de Vlasotince, Serbia. Según el censo de 2002, el pueblo tiene una población de 151 personas.